# Flugplatz Bautzen

i7
i11
i13
Der Flugplatz Bautzen (umgangssprachlich auch Flugplatz Litten, ICAO-Code: EDAB) ist ein deutscher Verkehrslandeplatz in Sachsen. Er liegt sechs Kilometer östlich der Stadt Bautzen nahe der Bundesautobahn 4. Von 1958 bis 1990 war der Flugplatz in Nutzung durch das Fliegerausbildungsgeschwader 25 der OHS für Militärflieger der NVA-Luftstreitkräfte.
Der Flugplatz wird besonders vom gewerblichen Charterflugverkehr, für Frachtflüge, von Privatpiloten, zur Pilotenausbildung sowie für den gewerblichen Werksverkehr genutzt. Außerdem sind vor Ort ein Rettungshubschrauber sowie ein Hubschrauber der Bundespolizei stationiert. Die Freiflächen werden regelmäßig für Großveranstaltungen genutzt, beispielsweise für das VW-Pfingsttreffen und das Tuning Summer Camp. Ebenso findet seit 2004 jeweils im Sommer die größte Flugshow in Sachsen, die Flugtage Bautzen, statt.

## Geschichte
Eine erste militärische Nutzung als Exerzierplatz der Bautzener Garnison fand ab 1910 statt. Ab 1939 begann dann die Luftwaffe mit dem Bau eines Einsatzhafens. 1940 wurden elf Baracken errichtet, die zur Unterbringung des Personals, als Werkstatt, Küche und Unterbringung der Wachmannschaft dienten. Im Südwesten des Areals entstand eine große Flugzeughalle. Nutzer des Flugplatzes war die Flugzeugführerschule A/B 1 aus Görlitz. Die im Oktober 1943 in Flugzeugführerschule A 1 umbenannte Einheit bildete während des Krieges Besatzungen aus, bis sie am 21. Januar 1945 den Schulbetrieb einstellte. Ab Februar nutzen auch kämpfende Einheiten der Luftwaffe den Flugplatz als Basis für Einsätze gegen die Rote Armee. Dies waren verschiedene Teile des Ergänzungsjagdgeschwader 1 und der Nahaufklärungsgruppe 15. Auch die 3. Staffel der Nachtschlachtgruppe 4 verlegte am 12. Februar nach Bautzen-Litten. Ebenso wurde eine Flugabwehr, bestehend aus einem Flak-Vierling auf dem Flugplatz stationiert, welche aber nicht mehr effektiv eingesetzt wurde.
Nach Kriegsende wurden sämtliche Gebäude abgerissen und das Gelände einer landwirtschaftlichen Nutzung zugeführt. 1952 begannen erste Vermessungen für eine erneute militärfliegerische Verwendung. 1953 entstand eine erste provisorische Start- und Landebahn aus Metallplatten, die 1956/57 durch eine Betonbahn ersetzt wurde, gleichzeitig wurden betonierte Rollwege und Abstellflächen errichtet. Am 16. August 1952 wurde das 3. Jagdfliegerregiment in Bautzen aufgestellt, das am 1. Oktober gleichen Jahres auf Jak-18-Schulflugzeugen mit der Ausbildung fliegenden Personals begann. Das 3. JFR ging am 1. Dezember 1953 im 3. Aeroklub auf, der wiederum nach Gründung der NVA im September 1956 aufgelöst wurde.
Im Januar 1958 belegte schließlich das 1954 aufgestellte und nun neuformierte Fliegerausbildungsgeschwader 2 (FAG-2), das spätere FAG-25, den Flugplatz Bautzen. Seine Ausstattung bestand aus MiG-15-Jagdflugzeugen der Versionen „bis“ und „UTI“. 1965 wurde eine zusätzliche Abstellfläche aus Metallplatten am östlichen Ende errichtet. 1963 erhielt das Geschwader das tschechoslowakische Ausbildungsflugzeug L-29. Ab 1977 schulte es dann mit dem Nachfolger L-39. Im Sommer 1985 war für ungefähr 3 Wochen eine Staffel von MiG-21-Jagdflugzeugen auf dem Flugplatz stationiert. Der Flugbetrieb mit diesen Jagdflugzeugen sorgte für eine enorme Verstärkung der Lärmbelastung in den umliegenden, teilweise in direkter Nachbarschaft liegenden Ortschaften. Insbesondere die regelmäßigen Überschallflüge waren für die Anwohner durch den damit oft verbundenen Überschallknall ein großes Ärgernis. Ab 1. Mai 1988 begann eine umfassende Rekonstruktion, während deren Durchführung der Flugplatz geschlossen wurde. Die Rekonstruktion des Flugplatzes fand durch mehrere zivile Bauunternehmen wie beispielsweise das BMK Bautzen statt, aber unterstützend auch durch sogenannte Spatensoldaten der NVA. Während der Rekonstruktionsmaßnahmen war der Flugplatz weiterhin militärisch verwaltet und entsprechend abgeschirmt und bewacht. Das FAG-25 verlegte nach Garz und später nach Rothenburg, wo es aufgrund der politischen Ereignisse 1990 aufgelöst wurde. Bis zu diesem Zeitpunkt lag der gesamte Korridor des Flugplatzes in einem militärischen Sicherheitsbereich, welcher großzügig angelegt und mit entsprechender Beschilderung deutlich erkennbar markiert, für alle ausländischen Institutionen, egal ob militärischer oder diplomatischer Natur, tabu war.

## Technische Ausstattung/Service
- Befeuerung
- Instrumentenan-/abflugverfahren (RNAV)
- Flugzeuge bis 14 t MTOW, darüber PPR (2h)
- Handlingdienst (LausitzAviation)